# Ammar Houri
Pour les articles homonymes, voir Houri (homonymie).
Ammar Houri (né à Beyrouth en 1954) est un homme politique libanais.
Dentiste, il est membre de nombreuses associations humanitaires et du conseil de direction de l'Université arabe de Beyrouth. Il est aussi vice-président de l'Ordre des Dentistes libanais et président des fédérations libanaises et asiatiques d’Echec.
Membre du Courant du Futur, il est le colistier de Saad Hariri aux élections législatives de Beyrouth. Il est depuis 2005 député sunnite de la capitale sur la liste des forces du 14 mars, comme membre du Courant du Futur.